# Славка (притока Латориці)
Славка — річка в Україні, у Воловецькому районі Закарпатської області. Ліва притока Латориці (басейн Дунаю).

## Опис
Довжина річки 10 км, похил річки — 16 м/км. Площа басейну 38,0 км².

## Розташування
Бере початок на північному заході від Воловця на північно-східних схилах хребта Кичера. Тече переважно на північний захід через Верхні Ворота і на південно-західній околиці Нижніх Воріт впадає в річку Латорицю, ліву притоку Бодрогу.
Річку перетинає автомобільна дорога Т 0718